# Bodies
Bodies is de eerste single van het achtste studioalbum Reality Killed the Video Star van de Britse zanger Robbie Williams. Het nummer ging in Nederland in première op 4 september 2009 bij Radio 538. Een week later verkoos de zender het nummer tot Alarmschijf. Bodies is Williams' eerste single als soloartiest sinds She's Madonna uit 2007.
Producer Trevor Horn vertelde Simon Mayo (die inviel voor Chris Evans tijdens een aflevering van zijn BBC-radioshow in oktober 2009) dat de kenmerkende basriff gebaseerd is op het nummer “Stay Where You Are”, dat in 2004 verscheen op het album Faded Seaside Glamour van de Britse band Delays.

## Videoclip
De videoclip van Bodies werd gefilmd in de Mojave Desert. De clip werd geregisseerd door Vaughan Arnell, die in het verleden al vaker met Williams samenwerkte. De clip beleefde zijn première op 9 september.
In de clip, waarin Robbie Williams te zien is tussen wrakken van vliegtuigen, wordt gesuggereerd dat de zanger de afgelopen drie jaar (de periode waarin er geen nieuw werk van Williams verscheen) als een kluizenaar in de woestijn heeft gewoond. Hij doodde de tijd met het werken aan een oude motorfiets, waarop hij uiteindelijk weer terugkeert naar de bewoonde wereld.

## Ontvangst
Het nummer werd door Popjustice een goede comebacksingle genoemd, met een groots refrein. Het nummer werd niet zo goed bevonden als Williams' hit uit 2002, Feel, maar werd vergeleken met Rock DJ uit 2000, alhoewel "Bodies" wel langer de nummer 1-plaats in de Nederlandse top 40 gehouden heeft. Bodies wordt gezien als Williams' meest belangrijke single sinds Angels, gezien de leegte van zijn carrière de afgelopen drie jaar.

## Hitnotering
| "Bodies" in de Nederlandse Top 40 - binnen: 26-09-2009 | "Bodies" in de Nederlandse Top 40 - binnen: 26-09-2009 | "Bodies" in de Nederlandse Top 40 - binnen: 26-09-2009 | "Bodies" in de Nederlandse Top 40 - binnen: 26-09-2009 | "Bodies" in de Nederlandse Top 40 - binnen: 26-09-2009 | "Bodies" in de Nederlandse Top 40 - binnen: 26-09-2009 | "Bodies" in de Nederlandse Top 40 - binnen: 26-09-2009 | "Bodies" in de Nederlandse Top 40 - binnen: 26-09-2009 | "Bodies" in de Nederlandse Top 40 - binnen: 26-09-2009 | "Bodies" in de Nederlandse Top 40 - binnen: 26-09-2009 | "Bodies" in de Nederlandse Top 40 - binnen: 26-09-2009 | "Bodies" in de Nederlandse Top 40 - binnen: 26-09-2009 | "Bodies" in de Nederlandse Top 40 - binnen: 26-09-2009 | "Bodies" in de Nederlandse Top 40 - binnen: 26-09-2009 | "Bodies" in de Nederlandse Top 40 - binnen: 26-09-2009 | "Bodies" in de Nederlandse Top 40 - binnen: 26-09-2009 |
| Week                                                   | 1                                                      | 2                                                      | 3                                                      | 4                                                      | 5                                                      | 6                                                      | 7                                                      | 8                                                      | 9                                                      | 10                                                     | 11                                                     | 12                                                     | 13                                                     | 14                                                     |                                                        |
| ------------------------------------------------------ | ------------------------------------------------------ | ------------------------------------------------------ | ------------------------------------------------------ | ------------------------------------------------------ | ------------------------------------------------------ | ------------------------------------------------------ | ------------------------------------------------------ | ------------------------------------------------------ | ------------------------------------------------------ | ------------------------------------------------------ | ------------------------------------------------------ | ------------------------------------------------------ | ------------------------------------------------------ | ------------------------------------------------------ | ------------------------------------------------------ |
| Nummer                                                 | 31                                                     | 9                                                      | 8                                                      | 8                                                      | 1                                                      | 1                                                      | 1                                                      | 1                                                      | 4                                                      | 8                                                      | 11                                                     | 19                                                     | 25                                                     | 33                                                     | uit                                                    |

| "Bodies" in de Nederlandse Single Top 100 - binnen: 17-10-2009 | "Bodies" in de Nederlandse Single Top 100 - binnen: 17-10-2009 | "Bodies" in de Nederlandse Single Top 100 - binnen: 17-10-2009 | "Bodies" in de Nederlandse Single Top 100 - binnen: 17-10-2009 | "Bodies" in de Nederlandse Single Top 100 - binnen: 17-10-2009 | "Bodies" in de Nederlandse Single Top 100 - binnen: 17-10-2009 | "Bodies" in de Nederlandse Single Top 100 - binnen: 17-10-2009 | "Bodies" in de Nederlandse Single Top 100 - binnen: 17-10-2009 | "Bodies" in de Nederlandse Single Top 100 - binnen: 17-10-2009 | "Bodies" in de Nederlandse Single Top 100 - binnen: 17-10-2009 | "Bodies" in de Nederlandse Single Top 100 - binnen: 17-10-2009 | "Bodies" in de Nederlandse Single Top 100 - binnen: 17-10-2009 | "Bodies" in de Nederlandse Single Top 100 - binnen: 17-10-2009 | "Bodies" in de Nederlandse Single Top 100 - binnen: 17-10-2009 | "Bodies" in de Nederlandse Single Top 100 - binnen: 17-10-2009 | "Bodies" in de Nederlandse Single Top 100 - binnen: 17-10-2009 |
| Week                                                           | 1                                                              | 2                                                              | 3                                                              | 4                                                              | 5                                                              | 6                                                              | 7                                                              | 8                                                              | 9                                                              | 10                                                             | 11                                                             | 12                                                             | 13                                                             | 14                                                             | 15                                                             |
| -------------------------------------------------------------- | -------------------------------------------------------------- | -------------------------------------------------------------- | -------------------------------------------------------------- | -------------------------------------------------------------- | -------------------------------------------------------------- | -------------------------------------------------------------- | -------------------------------------------------------------- | -------------------------------------------------------------- | -------------------------------------------------------------- | -------------------------------------------------------------- | -------------------------------------------------------------- | -------------------------------------------------------------- | -------------------------------------------------------------- | -------------------------------------------------------------- | -------------------------------------------------------------- |
| Nummer                                                         | 3                                                              | 13                                                             | 10                                                             | 18                                                             | 16                                                             | 32                                                             | 44                                                             | 58                                                             | 58                                                             | 59                                                             | 69                                                             | 48                                                             | 44                                                             | 81                                                             | uit                                                            |

| "Bodies" in de Vlaamse Ultratop 50 - binnen: 24-10-2009 | "Bodies" in de Vlaamse Ultratop 50 - binnen: 24-10-2009 | "Bodies" in de Vlaamse Ultratop 50 - binnen: 24-10-2009 | "Bodies" in de Vlaamse Ultratop 50 - binnen: 24-10-2009 | "Bodies" in de Vlaamse Ultratop 50 - binnen: 24-10-2009 | "Bodies" in de Vlaamse Ultratop 50 - binnen: 24-10-2009 | "Bodies" in de Vlaamse Ultratop 50 - binnen: 24-10-2009 | "Bodies" in de Vlaamse Ultratop 50 - binnen: 24-10-2009 | "Bodies" in de Vlaamse Ultratop 50 - binnen: 24-10-2009 | "Bodies" in de Vlaamse Ultratop 50 - binnen: 24-10-2009 | "Bodies" in de Vlaamse Ultratop 50 - binnen: 24-10-2009 | "Bodies" in de Vlaamse Ultratop 50 - binnen: 24-10-2009 | "Bodies" in de Vlaamse Ultratop 50 - binnen: 24-10-2009 |
| Week                                                    | 1                                                       | 2                                                       | 3                                                       | 4                                                       | 5                                                       | 6                                                       | 7                                                       | 8                                                       | 9                                                       | 10                                                      | 11                                                      |                                                         |
| ------------------------------------------------------- | ------------------------------------------------------- | ------------------------------------------------------- | ------------------------------------------------------- | ------------------------------------------------------- | ------------------------------------------------------- | ------------------------------------------------------- | ------------------------------------------------------- | ------------------------------------------------------- | ------------------------------------------------------- | ------------------------------------------------------- | ------------------------------------------------------- | ------------------------------------------------------- |
| Nummer                                                  | 5                                                       | 10                                                      | 9                                                       | 16                                                      | 16                                                      | 26                                                      | 25                                                      | 42                                                      | 38                                                      | 35                                                      | 40                                                      | uit                                                     |